# 明點 (符號)

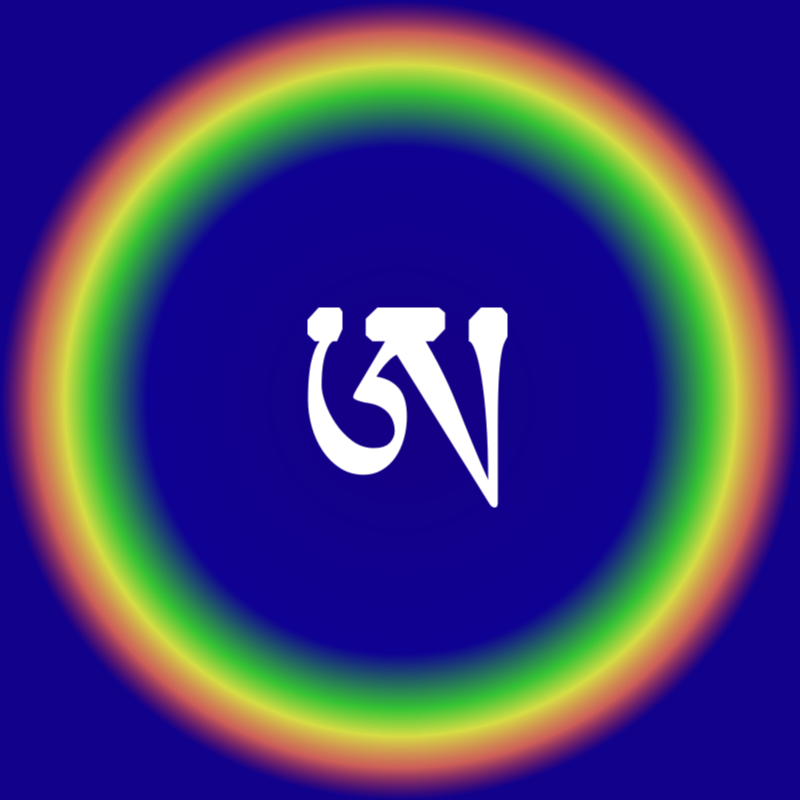
中間的藏文字母，代表明點，而旁邊五色的虹色光環，代表五種元素

明點（羅馬化：bindu），原意是「點」的意思。它的陰性名詞為，印度婦女在額上常畫上的圓點，就稱為bindi。在瑜伽中，明點被認為是一種生命力的精華，明點與氣構成了細微身。性力派認為，在頭部後方，存在一個由明點形成的脈輪。 
無上瑜伽續認為，人類身中存在著兩個明點，紅色明點代表的血，由母親而來，而白色明點代表精子，則是由父親而來。藏傳佛教也接受這個觀念。